# Fleet Foxes (Album)

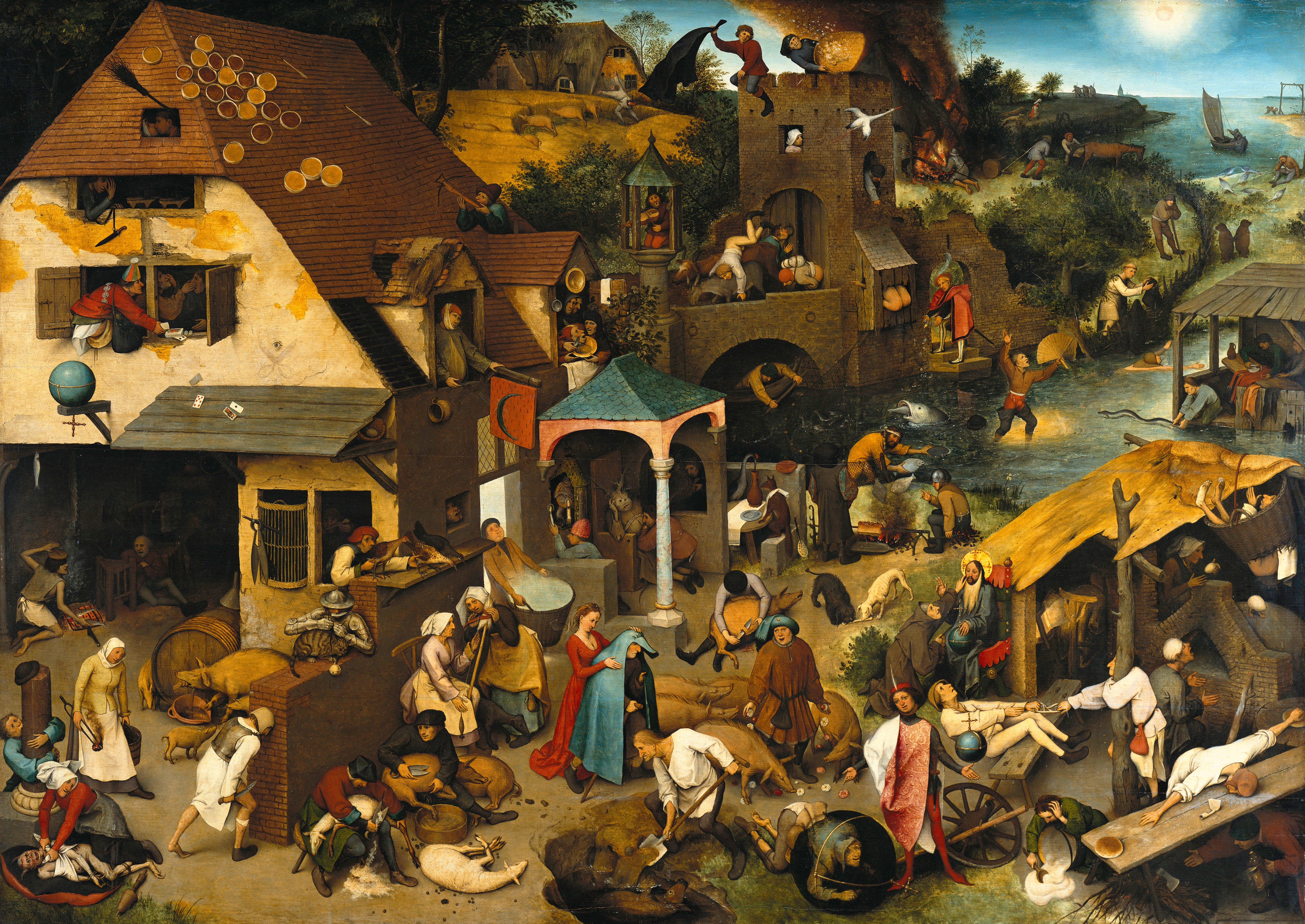
„Die niederländischen Sprichwörter“ von Pieter Bruegel

Fleet Foxes ist das selbstbetitelte Debütalbum der US-amerikanischen Indie-Band Fleet Foxes. Es erschien im Juni 2008 auf Bella Union / Sub Pop.

## Albumcover
Das Albumcover zeigt einen Ausschnitt des Bildes „De Blauwe Huik“ („Die niederländischen Sprichwörter“) von Pieter Bruegel dem Älteren.

## Titelliste
1. Sun It Rises – 3:11
2. White Winter Hymnal – 2:27
3. Ragged Wood – 5:07
4. Tiger Mountain Peasant Song – 3:28
5. Quiet Houses – 3:32
6. He Doesn’t Know Why – 3:20
7. Heard Them Stirring – 3:02
8. Your Protector – 4:09
9. Meadowlarks – 3:11
10. Blue Ridge Mountains – 4:25
11. Oliver James – 3:23

## Rezensionen
Das Album wurde von den Kritikern hochgelobt. So vergaben The Guardian und The Observer volle Punktzahl für das Album. Allmusic bewertet das Album mit vier von fünf und Pitchfork Media mit 9.0 von 10 Punkten.
Auch laut.de vergibt mit fünf von fünf Punkten die volle Punktzahl und zieht als Fazit:

„Kategorisierungen wie Neo-Folk oder Freak-Folk bringen die Musik dieses jungen Quintetts nicht wirklich auf den Punkt. Ihre Musik lässt den Folkpop jedenfalls in neuem Licht erstrahlen. Die Fleet Foxes greifen auf unterschiedliche folkloristische Traditionen der Welt zurück und bündeln sie in elf zeitlosen Songs, die sie selbst als ‚baroque harmonic pop jams‘ bezeichnen. Belassen wir's dabei. Tolles Debüt einer irgendwie anderen Band, die den Abgründen der Menschheit auf ganz zauberhafte Weise trotzt.“

The Times und Pitchfork Media wählten das Album sogar am Ende des Jahres zum Album des Jahres 2008. Bei Plattentests.de schaffte es das Album in den Jahrescharts 2008 auf Platz 2 bei der Redaktion und auch Platz 3 bei den Lesern.

## Kommerzieller Erfolg

### Chartplatzierungen
| ChartsChartplatzierungen       | Höchstplatzierung | Wochen |
| ------------------------------ | ----------------- | ------ |
| Deutschland (GfK)              | 51 (4 Wo.)        | 4      |
| Vereinigte Staaten (Billboard) | 36 (43 Wo.)       | 43     |
| Vereinigtes Königreich (OCC)   | 3 (67 Wo.)        | 67     |

| ChartsJahrescharts (2009)    | Platzierung |
| ---------------------------- | ----------- |
| Vereinigtes Königreich (OCC) | 38          |

### Auszeichnungen für Musikverkäufe
| Land/Region                  | Auszeichnungen für Musikverkäufe (Land/Region, Auszeichnung, Verkäufe) | Verkäufe  |
| ---------------------------- | ---------------------------------------------------------------------- | --------- |
| Belgien (BRMA)               | Gold                                                                   | 15.000    |
| Europa (Impala)              | Gold                                                                   | (100.000) |
| Vereinigte Staaten (RIAA)    | Platin                                                                 | 1.000.000 |
| Vereinigtes Königreich (BPI) | Platin                                                                 | 300.000   |
| Insgesamt                    | 2× Gold · 2× Platin ·                                                  | 1.315.000 |